# Plymouth Barracuda
El Plymouth Barracuda es un automóvil de dos puertas que fue fabricado por la Plymouth (división de la Chrysler) entre 1964 y 1974. La primera generación del Barracuda, un fastback cupé basado en el Plymouth Valiant, tenía un distintivo vidrio envolvente y estuvo disponible desde 1964 hasta 1966.
La segunda generación del Barracuda (1967-1969), aunque todavía estaba basado en el Valiant, fue rediseñado en gran medida. Los vehículos de segunda generación estaban disponibles en versiones fastback, sedán y descapotables.
El Barracuda de 1970-1974 tenía una plataforma E de Chrysler, ya no basada en el Valiant. Estaba disponible como cupé y descapotable, ambos muy diferentes a los modelos anteriores.

## 1964-1966

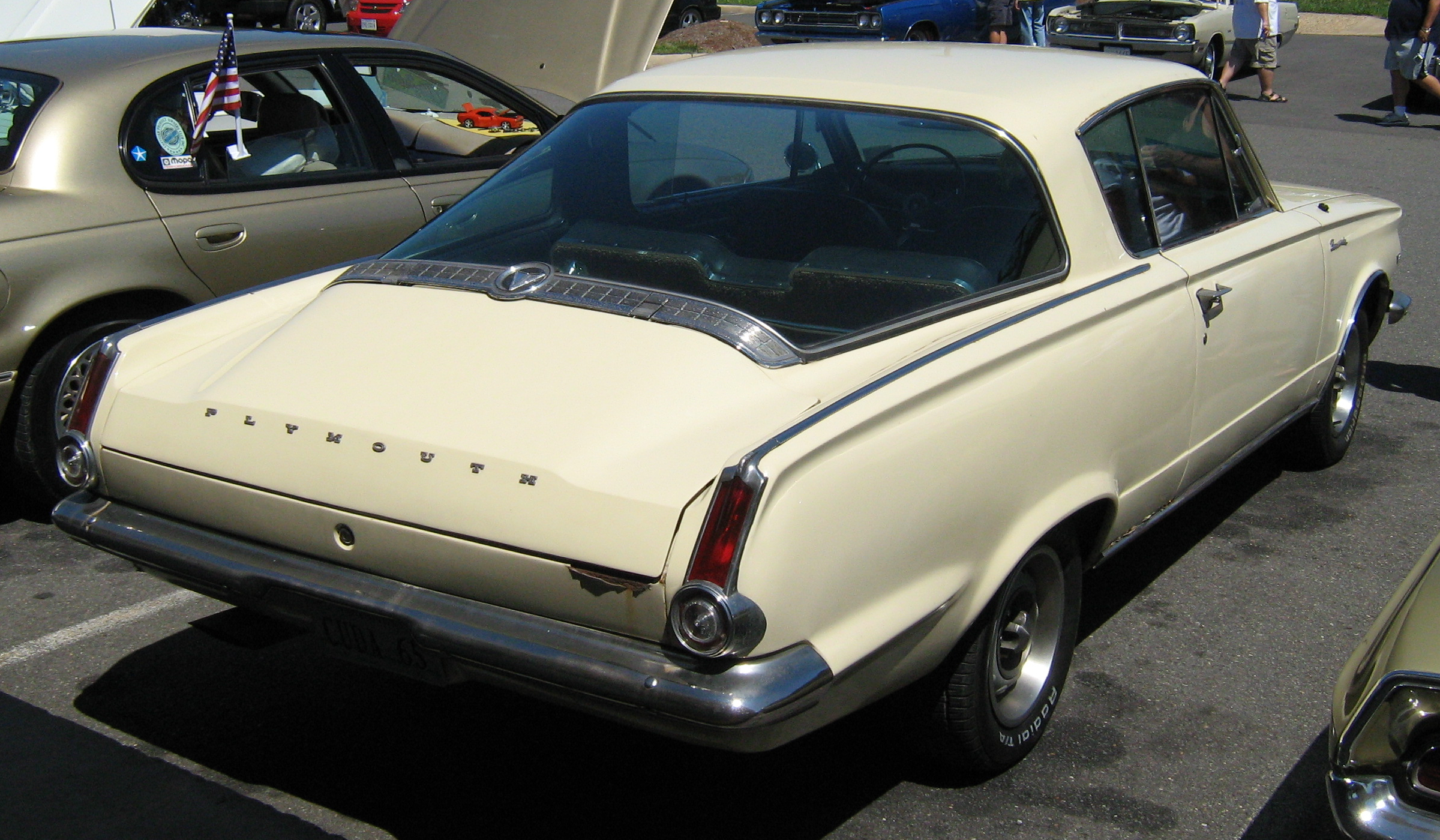
Plymouth Barracuda de 1965.

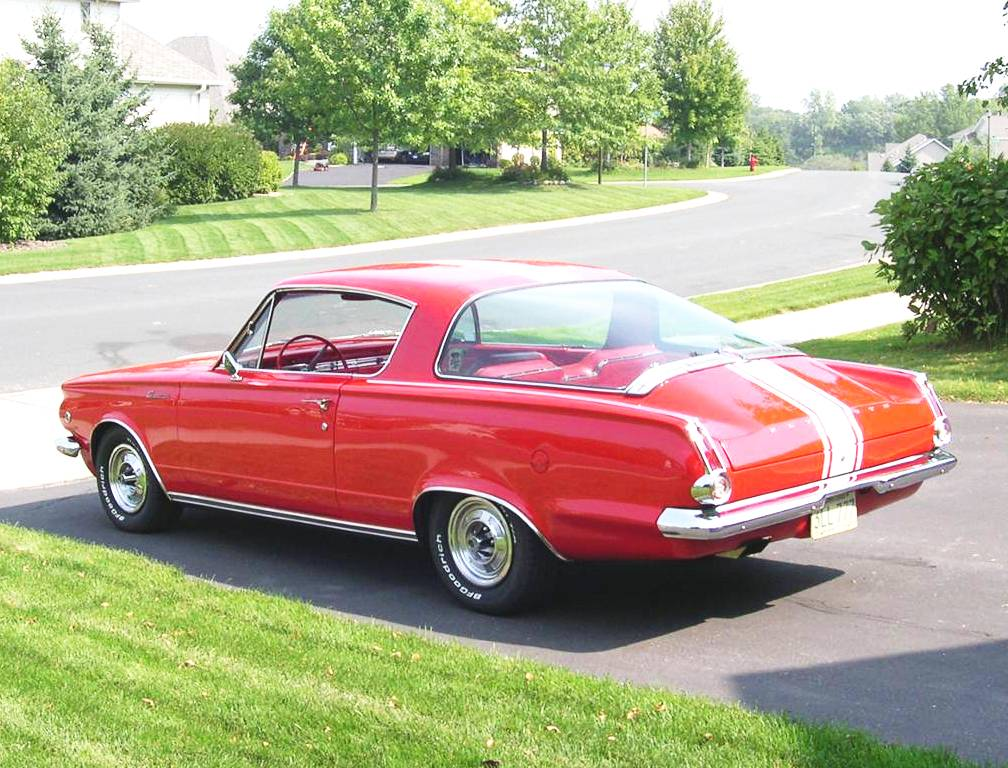
Barracuda Fórmula S (1965).

Las tendencias de automoción a mediados de la década de 1960 de todos los fabricantes de Estados Unidos era la fabricación de automóviles deportivos compactos. Para cumplir con ello se utilizó la plataforma Chrysler del Plymouth Valiant.
El Ford Mustang, que vendió significativamente más que el Barracuda, dio a este tipo de vehículo el nombre coloquial de «pony car» (automóvil poni), pero el fastback Barracuda fue lanzado el 1 de abril de 1964, dos semanas antes que el Mustang.
Los ejecutivos de Plymouth habían querido nombrarlo Panda, una idea que no era popular entre los diseñadores del vehículo. Al final, la sugerencia de John Samsen de Barracuda fue la seleccionada.
El Barracuda utilizaba la distancia entre ejes del Valiant de 2,692 mm (106 plgs), ...y las biseles en los faros, parabrisas, ventanillas, paneles laterales y parachoques; los restantes elementos de chapa y vidrio eran nuevos. Este enfoque de diseño híbrido redujo significativamente el costo de desarrollo, las herramientas y el tiempo en producir el nuevo modelo. Pittsburgh Plate Glass (PPG) colaboró con los diseñadores de Chrysler para producir la ventana trasera de 1.33 m², la más grande jamás instalada en un coche de serie hasta ese momento.
El Barracuda pudo devolverle el favor al Valiant al año siguiente, cuando el guardabarros y las luces traseras que se habían introducido en el Barracuda de 1964 fueron utilizadas en el Valiant de 1965.
Los sistemas de propulsión eran idénticos a los del Valiant, incluyendo dos versiones del seis cilindros en línea Slant-6 inclinado 30° de Chrysler. El motor estándar 170 (170 plgs³ ) tenía una cilindrada de 
(2.7 L) y una salida de 101 bhp (75 kW). La opción 225 (225 plgs³) (3.7 L) llegaba a 145 bhp (108kW).
La opción de mayor potencia de 1964 fue el totalmente nuevo Chrysler LA 272 (272 plgs³) V8 (4.5L). Un motor relativamente compacto y ligero equipado con un carburador de doble cuerpo (dos bocas), que producía 180 bhp (130 kW). El Barracuda fue vendido por un precio base de $2.512 dólares.
1964 no fue solo el primer año para el Barracuda, sino también el último año para el control de botón de la caja de cambios automática opcional Torqueflite, por lo que los modelos 1964 fueron los únicos Barracudas en tenerla.
En 1965, el 225 se convirtió en el motor de base en el mercado de los EE. UU., aunque el de 170 sigue siendo el motor de base en Canadá.
Se introdujeron nuevas opciones para el Barracuda porque la competencia entre pony cars se intensificó. El motor 273 se puso en una versión Commando actualizado con un carburador de cuádruple cuerpo, una compresión de 10.5:1, y un nuevo árbol de levas. Estas y otras mejoras aumentó la salida del motor a 235 bhp (175 kW).
También en 1965 se introdujo el paquete Fórmula S que incluía un motor de 235 hp que era una variante del V8 de 273 plgs³ con carburador de 4 gargantas (motor V8 del Comando), mejoras en la suspensión, ruedas más grandes con llantas 5.5 x 14" y neumáticos de perfil bajo (6.95x14") Goodyear Blue Streak, emblemas especiales y un tacómetro. Los frenos de disco y el aire acondicionado instalado de fábrica llegó a estar disponible después del inicio del modelo del año 1965.
Para 1966, el Barracuda recibió nuevas luces traseras, nuevo frente, y un nuevo tablero de instrumentos. Este último tenía espacio para medidores de presión de aceite y tacómetro. El metal frontal del 1966, que a excepción de la parrilla fue compartida con el Valient, dio un perfil más rectilíneo de las defensas. Los paragolpes eran más grandes, y la rejilla aparece un tema, una red fuerte. Por primera vez era opcional una consola central.
Aunque los primeros Barracudas se basaron en gran medida en el Valiant contemporáneo, Plymouth quería que se percibiesen como modelos distintos. En consecuencia, el nombre cromado «Valiant» que apareció en la tapa del maletero del modelo de 1964 fue eliminado en el modelo 1965 en el mercado de EE. UU. Para 1966, se introdujo un logo estilizado de un pez Barracuda. En mercados como Canadá y Sudáfrica, donde el Valiant era un modelo bien conocido, el auto continuó llamándose Valiant Barracuda hasta que el Barracuda A fue descontinuado. Además de en Norteamérica el Barracuda también se fabricó en Suiza y en Países Bajos por Chrysler-NEKAF.

## 1967-1969
La segunda generación del Barracuda, ahora con una distancia entre ejes de 2.743 mm (108 plgs) aún compartía muchos componentes con el Valiant, pero fue rediseñado con un estilo totalmente específico y con su propia gama de modelos que incluían los convertibles, así como sedanes de techos duros pero aerodinámicos.

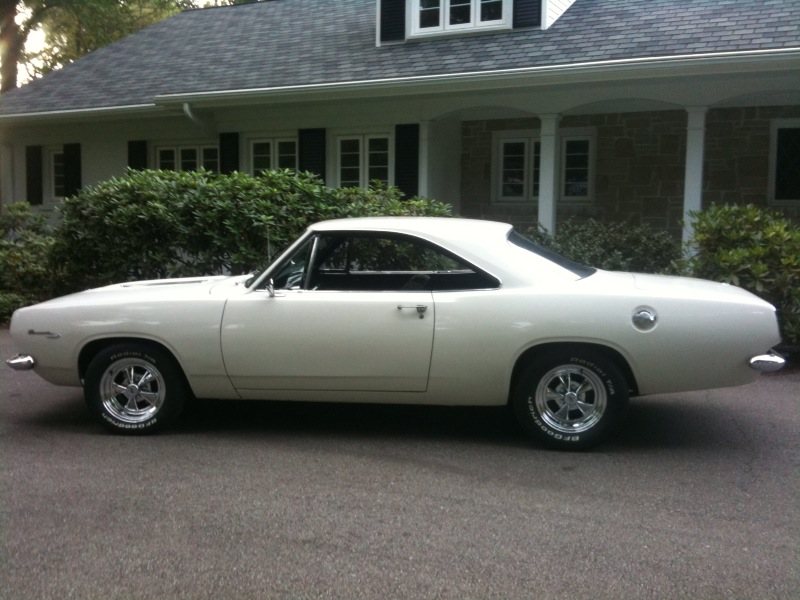
Barracuda Notchback de 1967.

El estilo del nuevo Barracuda fue diseñado por John E. Herlitz y John Samsen. Era menos rectilíneo que el Valiant, con contornos laterales estilo de botella de Coca-Cola. El diseño incluía un panel posterior de la cubierta cóncava, abertura más amplia de las ruedas, cristales laterales curvos y pilares del techo en forma de curva S en el Sedán.
La parte trasera del techo en el cupé fastback fue más racional, y el vidrio trasero, inclinado en un ángulo sensiblemente horizontal, fue mucho menor en comparación con la del modelo anterior. Además, el uso de cromo en la chapa externa fue más moderado.

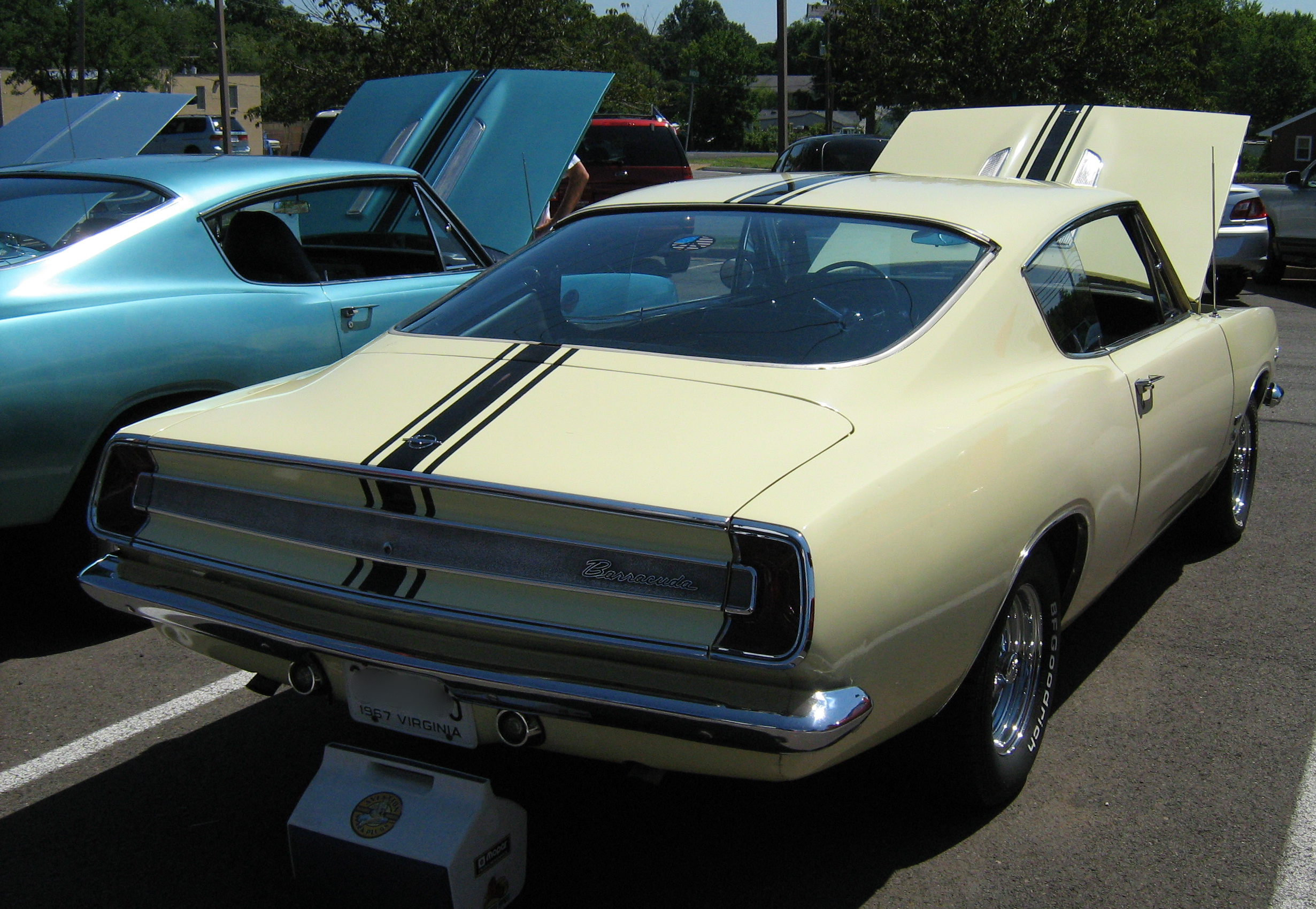
Un Barracuda fastback de 1967.

Como la competencia entre pony cars aumentó, Plymouth comenzó a revisar las opciones de motorización del Barracuda. En 1967, mientras el motor Slant-6 seis cilindros en línea (L6) seguía siendo la base, las opciones de V8 iban desde los carburadores de doble y cuádruple cuerpo hasta un motor Chrysler B de 383 (6.3L), que finalmente solo sería instalado en el Fórmula S.
En 1968, el motor 273 fue reemplazado por un motor Chrysler LA de 318 (318 plgs³) (5.2 L) como la versión más pequeña de V8 disponible, y apareció el motor LA 340 (5.6 L) LA de cuatro cuerpos. El motor 383 Super Commando engine fue actualizado con el árbol de levas y culata de la Road Runner y Super Bee, pero los colectores de escape más específicos y restrictivos para este tipo de vehículos limitó su salida a 300 bhp (220 kW).
También en 1968, Chrysler hizo aproximadamente 50 fastback Barracudas equipados con motores Chrysler Hemi 426 (7.0 L) para carreras de drag Super Stock. Estos autos eran ensamblados por «Hurst Performance» y contaban con elementos ligeros como el vidrio Chemcor, guardabarros delanteros de fibra de vidrio, asientos ligeros, equipo de sonido y otros detalles como los asientos traseros fueron omitidos. Incluía una etiqueta que decía que el vehículo no era apto para su uso en la vía pública, sino que podría correr el cuarto de milla en alrededor de 10 segundos en 1968.
Para el mercado de exportación de Sudáfrica, una versión de alto rendimiento del seis cilindros en línea «Slant-6» llamado Charger Power de 190 bhp (140 kW), se ofreció con compresión de 9.3:1, carburador de doble cuerpo, un árbol de levas más poderoso, y restricción de escape bajo. Se construyeron algunos Savage GT a partir de la segunda generación del Barracuda.
En 1969, Plymouth puso mayor énfasis en la prestación y comercialización del rendimiento. Una nueva opción fue el Mod Top, un techo de vinilo cubierto con un motivo floral, disponible en 1969 y 1970. Plymouth lo vendió como un paquete con inserciones en el panel del asiento y la puerta hecho en el mismo patrón.
La versión 1969 del motor 383 fue actualizada para incrementar la potencia de salida a 330php (250kW), y fue lanzado con el nombre de 'Cuda. El 'Cuda, basado en la opción Fórmula S, estaba disponible en versiones de motor 340, 383 y la nueva versión Super Commando V8 440 ci de 1969.

## 1970-1974

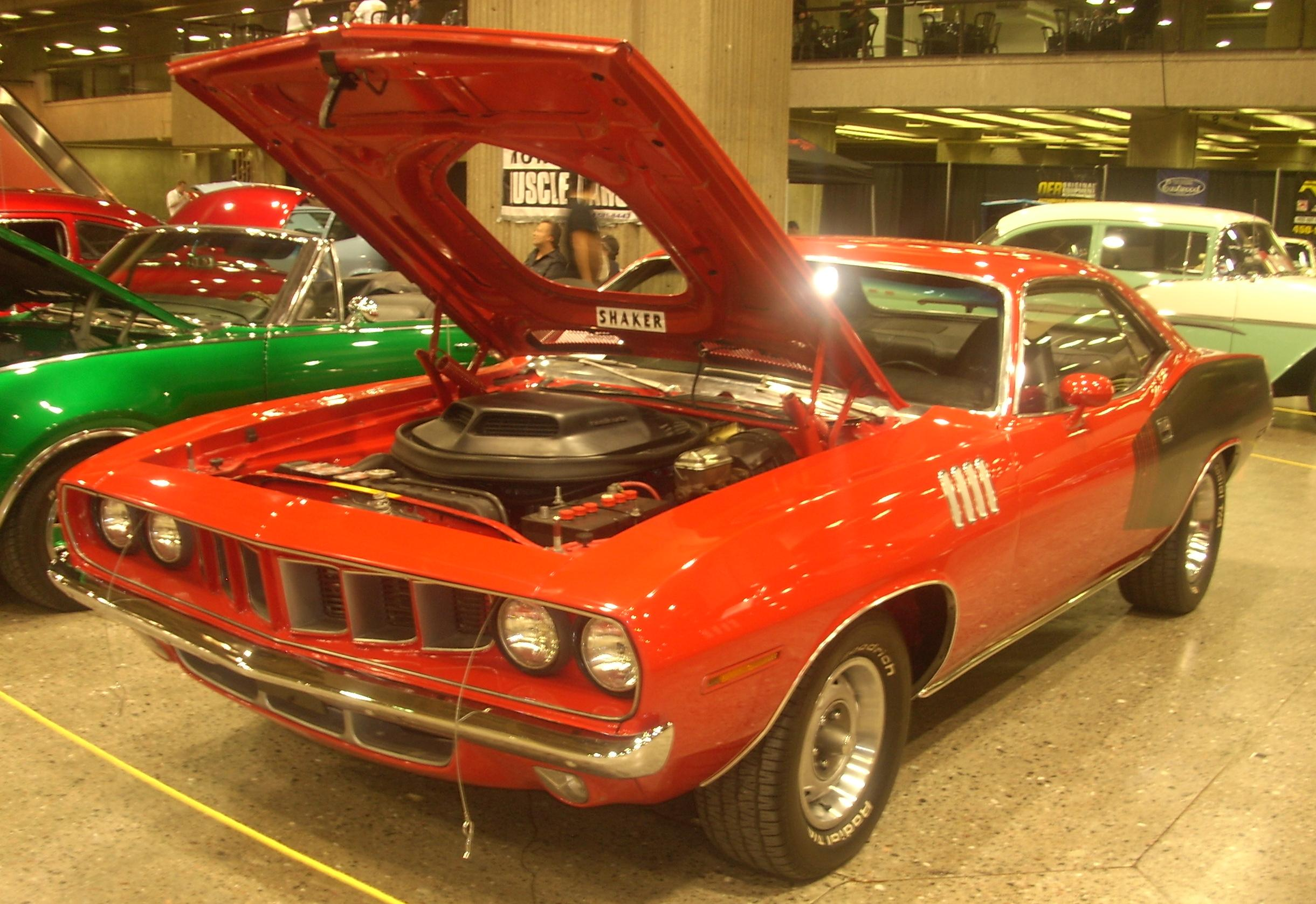
Un 'Cuda de 1971 con el capó abierto.

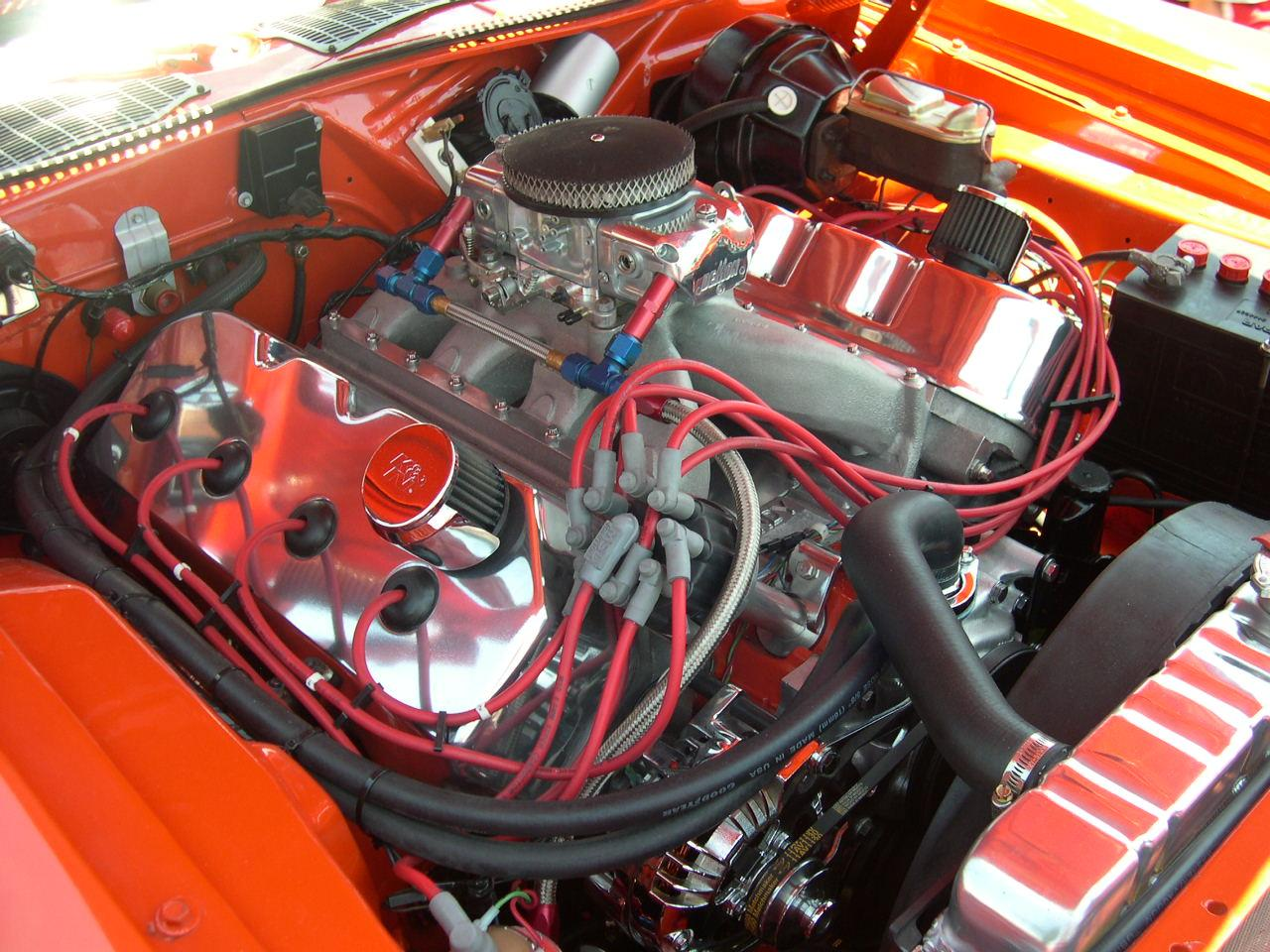
Motor Hemi en un 'Cuda de 1971.

El nuevo diseño del Barracuda 1970 quitó todos los elementos comunes anteriores con el Valiant. El diseño fastback original fue eliminado y el Barracuda tenía ahora versiones coupé y descapotable. El modelo totalmente nuevo, diseñado por John E. Herlitz, se construyó en una versión más corta y ancha de la plataforma existente B de Chrysler, por la cual fue llamada «plataforma E». Esta plataforma fue compartida también con el recién lanzado Dodge Challenger, aunque no intercambiaban la chapa, y el Challenger tenía una distancia entre ejes 51 mm (2 pulgadas) más larga.
El Barracuda era ahora capaz de sacudirse el estigma de «auto económico». Se ofrecieron tres versiones: el Barracuda básico (BH), el Gran Coupe de lujo (BP), y el modelo deportivo Cuda (BS). Los modelos de alto rendimiento que se comercializaban como 'Cuda se derivaban de la opción de 1969. El motor del plataforma E era más grande que el de la anterior plataforma A, lo que facilitaba la liberación del motor Hemi de Chrysler de 426 plg3 (7,0 L) para el mercado al por menor regular.
El 440-y el Hemi-equipado recibieron componentes de la suspensión actualizados y los refuerzos estructurales para ayudar a transferir el poder a la carretera.
Dos motores Slant Six estaban disponibles: una nueva versión del 6 en línea inclinado 30° de 198 plgs³ (3.2 L) y el 225 (3.7 L), así como seis diferentes motores V8: el 318, 340, 383 de 290 HP (216 kilovatios), Super Comando de 330 HP (246 kilovatios) con carburador de 2 cuerpos, el Barracuda y el Gran Coupé, con 330 HP (246 kilovatios), el 440 de 4 cuerpos, 440-"Six Pack" de 6 cuerpos y el Hemi 426. Los automóviles con motores 440 y Hemi recibieron actualizaciones d la suspensión y refuerzos estructurales para ayudar a transferir la potencia a la carretera.
Otras opciones incluían modificaciones inusuales como colores de «alto impacto» como «vitamina C», «En-Violeta», y «Moulin Rouge».
David Earl «Sueco» Savage y Dan Gurney corrieron automóviles 'Cudas idénticos de fábrica patrocinados en la década de 1970 en Trans-Am Series (All American Racers). Los coches lograron tres pole position, pero no ganaron ninguna carrera Trans-Am. El mejor resultado fue 2 º en Road América.
Hubo una versión de calle del Cuda AAR, impulsado por el Six Pack, un motor con tres carburadores de dos cuerpos, 340 (5.6 L).
El Barracuda cambió ligeramente para 1971, con una nueva parrilla y luces traseras, los asientos y las diferencias de corte. Este sería el único año que el Barracuda tendría cuatro faros, y también el único año de la defensa "agallas" en el modelo Cuda.
Las opciones de motor de 1971 seguían siendo las mismas que la del modelo 1970, con excepción de 440 con carburador de 4 bocas que no estaba disponible; en su lugar todos los Barracudas 440-accionado tenían un carburador de seis bocas. El Hemi 426 permaneció disponible, y el HemiCuda convertible es ahora considerado uno de los muscle cars más valiosos para colección. Solo se construyeron once, siete de los cuales se vendieron en Estados Unidos, y ejemplares de estos coches se han vendido por hasta 2 millones de dólares.
En 1970 y 1971, estaban disponibles la capota y el eje trasero del Spicer/Dana 60. El vehículo estaba disponible con motores 340, 383, 440 de 4 y 6 cuerpos, y Hemi 426. 
Con una nueva parrilla, faros de dos y cuatro luces traseras circulares para 1972, el Barracuda seguiría básicamente sin cambios hasta 1974, con pequeños cambios en los parachoques para cumplir con las normas federales de impacto que fueron las únicas variaciones significativas. Los grandes motores ya no están disponibles (383, 440, 426 y Hemi). Además, los artículos de conveniencia/de uso personal tales como ventanas, y las opciones de actualización de interior fueron retirados. Para 1972 solamente se ofrecían tres opciones de motor: un 225 seis, el 318 (motor de base tanto para 'Cuda y Barracuda) y el 340. El 225 fue lanzado después de 1972, con el 318 y el 340 (sustituido por el 360 para 1974) como únicas opciones.
Al igual que con otros vehículos americanos de la época, hubo una disminución progresiva en el desempeño del Barracuda. Para hacer frente a la seguridad cada vez más estricta y las regulaciones de emisiones y de escape, las opciones de grandes motores se interrumpieron. Los motores restantes fueron desafinados año por año para reducir las emisiones de escape, lo que también redujo su producción de energía. También hubo un aumento de peso porque los parachoques se hicieron más grandes, y a partir de 1970, todas las puertas de las plataformas E fueron equipadas con barras de acero - aumentando su peso - para protección de impactos laterales. Los altos precios del combustible y los recargos a los automóviles de altas prestaciones en el seguro disuadió a muchos compradores y por consiguiente el interés en los vehículos de alto rendimiento decayó. Las ventas cayeron drásticamente después de 1970, mientras que 1973 mostró un repunte de las ventas, la producción del Barracuda terminó el 1 de abril de 1974, 10 años después del día que comenzó.

## Después de 1974
El Barracuda de 1975, fue planeado antes de que finalizara el ciclo del modelo 1970-1974. Los ingenieros de Plymouth esculpieron dos conceptos distintos en arcilla, ambos con la aerodinámica del Superbird como inspiración, y finalmente llegaron a un consenso sobre el que podría ser un prototipo operativo integrado. Debido a un mercado del automóvil en rápida evolución, los conceptos fueron descartados y el Barracuda 1975 no se puso en producción.
El Barracuda fue abandonado luego de 1974, víctima de la primera crisis de energía.
En 2007, la revista Motor Trend circuló un rumor de que Chrysler estaba considerando revivir el Barracuda en 2009. Sin embargo, esto no sucedió junto con la tercera generación del Dodge Challenger.

## Coleccionable
Para el 2010 el Barracuda se convirtió en un coche de colección, sobre todo en versiones de alto rendimiento y convertibles. El pequeño número de Barracudas es el resultado del poco interés de los compradores cuando los vehículos eran nuevos: por lo tanto, algunos ejemplos tienen valores sobresalientemente altos. Los Barracudas Hemi super stock originales (y configurados de forma similar al Dodge Dart) son apreciados por los coleccionistas. Los vehículos de fábrica (sin alteraciones) tienen elevados precios